# Sphaerozetes maior
Sphaerozetes maior är en kvalsterart som beskrevs av Irk 1939. Sphaerozetes maior ingår i släktet Sphaerozetes och familjen Ceratozetidae. Inga underarter finns listade i Catalogue of Life.